# The Ripper
«The Ripper» es una canción de la banda británica de heavy metal Judas Priest, escrita por Glenn Tipton y publicado en marzo de 1976 como el primer y único sencillo del álbum Sad Wings of Destiny, lanzado trece días después.
Su letra trata acerca del famoso asesino del siglo XIX, Jack el destripador desde la perspectiva como asesino, cuyo compositor fue el guitarrista Glenn Tipton que la escribió al poco tiempo después de ingresar a la banda. Durante la grabación del disco debut Rocka Rolla el vocalista Rob Halford añadió algunos toques finales, pero por decisión del productor Rodger Bain se excluyó del mencionado álbum.
Hasta el día de hoy sigue siendo considerada como una de sus mejores canciones de la década de los setenta, incluso algunos críticos como Steve Huey de Allmusic han mencionado que; «...los riffs de guitarra de The Ripper junto a Tyrant son las primeras semillas de lo que florecería en la Nueva ola del heavy metal británico». Por otro lado, Ozzy Osbourne comentó sobre la canción en el recopilatorio The Chosen Few: «Esta ha sido siempre una de mis canciones favoritas de Judas Priest, y sólo quiero saber cual es la puta nota que Rob Halford canta al principio de la canción. ¡Mierda! esa nota está probablemente justo por debajo de lo que sólo los perros pueden oír».

## Versiones
En 1996 la banda Iced Earth versionó el tema como pista adicional a su disco The Dark Saga y posteriormente la han incluido en su EP The Melancholy y en el disco Something Wicked This Way Comes de 1998. El grupo estadounidense Agent Steel realizó una versión para su EP Mad Locust Rising de 1986 y por su parte Mercyful Fate la versionó para el disco tributo A Tribute to Judas Priest: Legends of Metal. En 2010 la banda de heavy metal Icarus Witch la grabó para su álbum Draw Down the Moon. En ese mismo año la banda sueca de power metal Sabaton usó la intro y parte de la letra como homenaje en su tema Metal Ripper, del álbum Coat of Arms.

## Lista de canciones
| Vinilo de 7" |                        |                                |          |  |
| N.º          | Título                 | Escritor(es)                   | Duración |  |
| 1.           | «The Ripper»           | Tipton                         | 2:50     |  |
| 2.           | «Island of Domination» | Tipton, Halford, Downing, Luix | 4:32     |  |

| Vinilo de 7" (edición limitada) |                     |                                     |          |  |
| N.º                             | Título              | Escritor(es)                        | Duración |  |
| 1.                              | «The Ripper»        | Tipton                              | 2:50     |  |
| 2.                              | «Victim of Changes» | Tipton, Halford, Downing, Al Atkins | 7:47     |  |

| Vinilo de 12" (edición de 1979) |                        |                                |          |  |
| N.º                             | Título                 | Escritor(es)                   | Duración |  |
| 1.                              | «The Ripper»           | Tipton                         | 2:50     |  |
| 2.                              | «Island of Domination» | Tipton, Halford, Downing, Luix | 4:32     |  |
| 3.                              | «Never Satisfied»      | Downing, Atkins                | 4:53     |  |

## Músicos
- Rob Halford: voz
- K.K. Downing: guitarra eléctrica
- Glenn Tipton: guitarra eléctrica y coros
- Ian Hill: bajo
- Alan Moore: batería